# Rotoitidae
Rotoitidae is een familie van vliesvleugelige insecten.

## Geslachten
- Chiloe Gibson & Huber, 2000 (1)
- Rotoita Boucek & Noyes, 1987 (1)